# Fonte das Figueiras
A Fonte das Figueiras, ou Fonte Mourisca, situa-se na cidade de Santarém, na União de Freguesias da cidade de Santarém, num vale entre o planalto, onde se erguiam os principais bairros da vila medieval, e a Ribeira. 
Esta fonte, Monumento Nacional desde 1910, é um dos raros exemplos que chegaram até aos dias de hoje da arquitectura civil gótica e de abastecimento de água às populações na Idade Média portuguesa.
A fonte encontra-se localizada num ponto estratégico fundamental da vila medieval, dentro da antiga cintura de muralhas que ligava a Porta de Atamarma, que dava acesso a Marvila, à Ribeira, situada junto ao Tejo. Esta obra data do século XIV, provavelmente do reinado de D. Dinis ou de D. Afonso IV, e resultou da acção conjunta do Município e do Rei, facto comprovado pela presença das respectivas pedras de armas.
A fonte, que se encontra adossada a um troço da antiga muralha, tem uma planta de forma quadrangular, delimitada por cunhais que sustentam um alpendre ameado, com arco quebrado aberto em cada alçado. Estes arcos descarregam sobre colunas com capitéis vegetalistas. A cobertura da fonte é em abóbada de cruzaria de ogivas.